# Fasma
Fasma, pseudonimo di Tiberio Fazioli (Roma, 17 dicembre 1996), è un rapper e cantautore italiano.

## Biografia
Fasma, il cui vero nome è Tiberio Fazioli, è nato a Roma il 17 dicembre 1996.
Fin da piccolissimo Tiberio si appassiona alla musica e all’età di 13 anni inizia a comporre le sue prime canzoni.
Muove i primi passi nella musica nel 2016, quando fonda la crew WFK insieme al produttore GG, a Barak da Baby, il suo manager Tommy l'Aggiustatutto. Nel 2017 pubblica vari brani: Marylin M. (certificato disco d'oro), M. Manson, Lady D. e Monnalisa. Questi brani sono stati racchiusi nell’EP d'esordio dell'artista, intitolato WFK.1 pubblicato il 5 luglio 2018.
Nel giugno dello stesso anno, ha preso parte alla sesta edizione del Summer Festival, classificandosi secondo con il brano Marylin M. nella sezione "Giovani". Il 2 novembre 2018, ha pubblicato il suo primo album in studio, intitolato Moriresti per vivere con me?, prodotto da GG. Il 5 luglio 2019, ha pubblicato il singolo Mi ami che ha visto la partecipazione di Papichulo e la produzione di GG.
Nel dicembre dello stesso anno, ha superato le selezioni di Sanremo Giovani 2019, garantendosi un posto fra le Nuove Proposte del Festival di Sanremo 2020, condotto da Amadeus dove si è classificato al terzo posto con il brano Per sentirmi vivo (doppio disco di platino), brano orchestrato e diretto dal maestro Enrico Melozzi. L'anno successivo ritorna a calcare il palco dell'Ariston, stavolta come concorrente Big al Festival di Sanremo 2021 con il brano Parlami (disco di platino), classificandosi 18º. Il 14 aprile 2023 esce il terzo album Ho conosciuto la mia ombra!, anticipato dai singoli F.B.F.M., SETIAMO e Lei parlò di lui.

## Discografia

### Album in studio
- 2018 – Moriresti per vivere con me?
- 2020 – Io sono Fasma
- 2023 – Ho conosciuto la mia ombra!

### EP
- 2018 – WFK.1

### Singoli

#### Come artista principale
- 2018 – Marylin M.
- 2019 – Mi ami (con Papichulo e GG)
- 2019 – Per sentirmi vivo (con GG)
- 2021 – Parlami
- 2021 – Indelebile
- 2022 – Ma non erano te
- 2022 – Bimbi sperduti
- 2023 – F.B.F.M.
- 2023 – SETIAMO
- 2023 – Lei parlò di lui
- 2024 - Mille Notti
- 2024 - Piccola

Come artista ospite
- 2019 – Oddio (Oni One feat. Fasma)
- 2023 - Urla (Caleydo feat. Fasma)

### Collaborazioni
- 2024 – Hai paura del buio? (Finley feat. Fasma), da Pogo Mixtape Vol. 1